# Economía forestal
La existencia de una economía forestal, que en la mayor parte del mundo consiste en una economía madera o en una economía de bambú, es un hecho fundamental tanto en los países en desarrollo que en muchas naciones con clima temperado y frío, siempre que dispongan de amplias superficies de bosques. La madera de árboles y arbustos puede ser usada para producir una innumerable cantidad de productos finales, que van desde los más inimaginables, producidos de la pulpa de madera, como la celulosa del papel, el celuloide de la película fotográfica, el celofán, la viscosa (un tejido que es un sucedáneo de la seda). Finalmente contemplamos los usos más intuitivos en muebles, edificios, medios de transporte además que para su utilización terminal para producir energía.
La combustión para obtener energía térmica debería ser solamente el último uso de estos productos, que en ningún momento deberían terminar en el vertedero, porqué ciertamente la madera puede fungir también como abono. El daño ambiental potencial que una economía maderera puede ocasionar tiende a ser mínimo (problemas de impacto a la biodiversidad, relacionados con la monocultura y cultivación intensiva de un solo tipo de árbol), y bajo el punto de vista de la cantidad de CO2 presente en la atmósfera se puede afirmar que las extensiones forestales provocan una ligera reducción del anhídrido carbónico y por consecuencia del efecto invernadero.

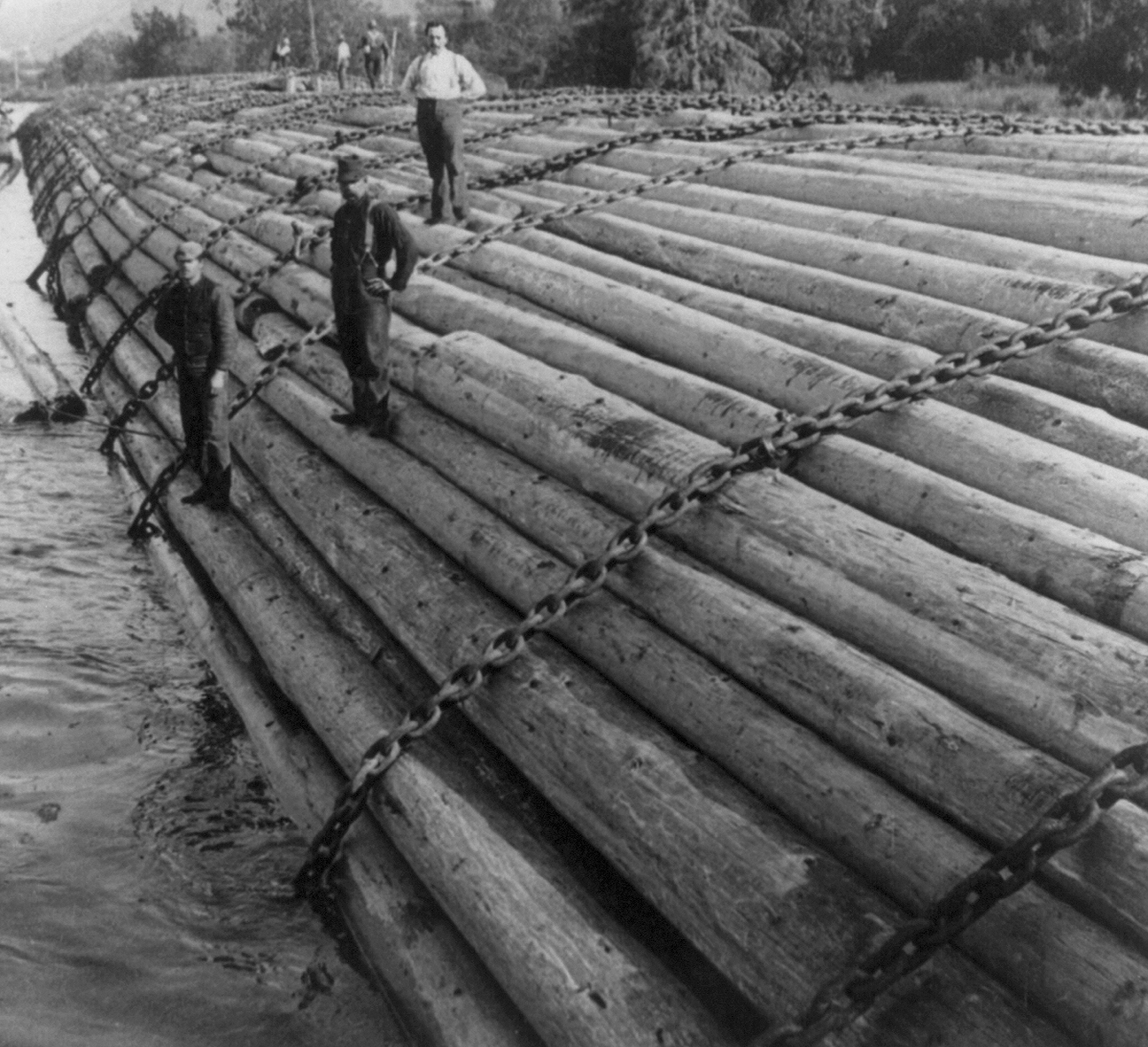
Una balsa maciza de troncos en el río Columbia (Canadá, año 1902), que contiene la totalidad de la producción anual de un campo.

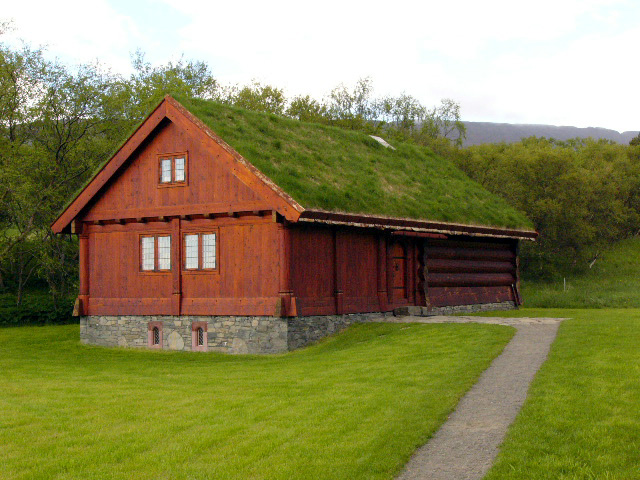
Reconstrucción de una "casa pasiva" histórica de Noruega, con el techo de madera cubierto de hierba, que fue donada a Islandia (foto sacada en Hólar, año 2006).

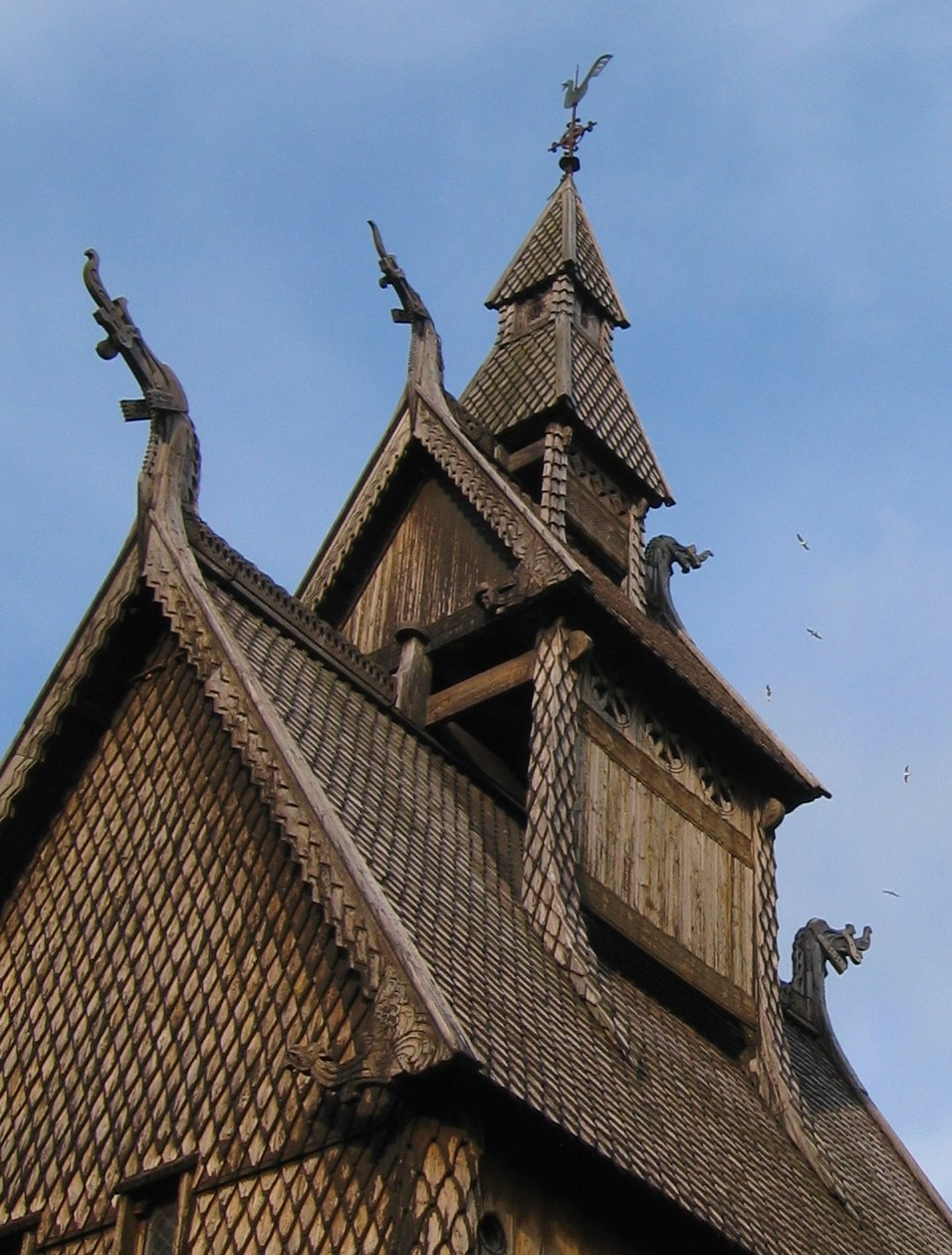
Antigua iglesia noruega de madera.

## Introducción

### Historia de la utilización de la madera para muebles y de la leña para arder
Históricamente la economía maderera es el punto donde comienza la civilización mundial, desde tiempos que preceden el paleolítico y el neolítico y sucesivamente gracias al descubrimiento de técnicas para encender el fuego, como en la construcción de muchas máquinas simples y construcción de herramientas rudimentales, como cañas, mangos de mazas, arcos, flechas, lanzas. Uno de los manufactos más antiguos que haya sido hallado es una punta de madera muy pulida (la Clacton Spear) con 250.000 años de antigüedad (tercer período interglacial), encontrada en el yacimiento de Clacton-on-Sea en Inglaterra, atribuida a la especie hominide Homo erectus.
Sucesivamente civilizaciones como Egipto Antiguo y la sumeria producen sofisticados objetos de mueblería. Muchos tipos diferentes de muebles que combinan marfil y maderas finas (cedro del Líbano) de Egipto nos han llegado prácticamente intactos, en algunas tumbas secretas invioladas de la Valle de los Reyes, protegidas también por la aridez del clima desértico.
Muchos edificios y partes de ellos (sobre todo techos) contenían elementos en madera (muy frecuentemente de roble) como soporte de la estructura; medios de transporte como barcazas, navíos; y posteriormente (después de inventar la rueda en Mesopotamia, alrededor del V milenio a. C.) carros y carrozas, grúas, poleas, molinos de agua, molinos de viento, etc.

### Dimensiones y geografía de la economía maderera
En absoluto, la principal fuente de la madera utilizada en el mundo son los bosques, que se dividen en pluvisilva, bosque primario,  bosque secundario y plantaciones de árboles.
Existe una cantidad de madera en el mundo que es extraída espontáneamente por las poblaciones locales en muchos países del tercer mundo, cantidad que puede solamente ser estimada, con márgenes de aproximación muy elevados.
En 1998, la producción mundial de madera contabilizada oficialmente, no destinada a ser quemada (denominada en inglés como "roundwood"), alcanzó los 1,5 millardos de metros cúbicos (m³), es decir, el 45 % de la madera cultivada en el mundo. Troncos y ramas cortados destinados a constituir elementos para la construcción de edificios son alrededor del 55% de la madera contabilizada industrialmente en el mundo. Un 25% se transforma en pulpa de madera (que incluye aserrín y fragmentos) principalmente destinados a la producción de papel y cartón; otro ulterior 20% es transformado en paneles de contrachapado y madera maciza para muebles y objetos de uso común (FAO 1998). El mayor productor de madera "contabilizada oficialmente" son los USA, aunque actualmente el país con mayores extensiones forestales es Rusia.
En los años setenta, los países con las mayores superficies forestales eran: Unión Soviética (~ 880.000.000 hectáreas), Brasil (~ 515.000.000 hectáreas), Canadá (~ 440.000.000 hectáreas), Estados Unidos de América (~ 300.000.000 h.a.), Indonesia (~ 120.000.000 h.a.) y la República Democrática del Congo (~ 100.000.000 h.a.). Otros países con importante producción y consumo de madera están caracterizados por la baja densidad de población en relación con la extensión territorial, podemos mencionar países como Argentina, Chile, Finlandia,  Polonia, Suecia, Ucrania.
Actualmente (2008) Rusia posee la mayor superficie forestal en el mundo, con alrededor de 850.000.000 h.a., equivalentes al 23 % de la superficie forestal mundial y al 22 % de la masa forestal mundial total.
Grupos ecologistas mundiales calculan que en el lustro 2000-2005, cada día alrededor de 32.000 h.a. de bosques y selvas fueron destruidos completamente, mientras que otras 32.000 han sido dañadas en alguna manera. La mayor destrucción de superficies forestales como cantidad total, actualmente se registra en Brasil, Indonesia y Sudán.
Según la FAO, la reducción de las superficies forestales, que tienen una gran capacidad de absorbimiento de la lluvia, y que gracias a sistemas de raíces y de otros obstáculos que ellas mismas constituyen, desvían la lluvia hacia el subsuelo hasta el nivel freático, su reducción conlleva la "impermeabilización de los suelos", con consiguiente aumento de la entidad de las catástrofes debidas a las inundaciones, al mismo tiempo reduciendo la disponibilidad de agua que filtra hacia los pozos

### Importancia para combatir el efecto invernadero
En relación con el clima global, las forestas y una sana aplicación de la economía maderera puede combatir el efecto invernadero, porque reimplantar árboles creando bosques secundarios y/o plantaciones de árboles ayuda a absorber el dióxido de carbono de la atmósfera, en medida muy variable porque la cantidad de CO2 absorbida depende del tipo de árboles, de los terrenos y del clima del lugar donde han sido sembrados.

### FAO: creación de 10.000.000 de nuevos puestos de trabajo
Según la FAO, plantar y administrar de manera eco-sostenible nuevas extensiones forestales, además de combatir el efecto invernadero y de disminuir el desbordamiento de los ríos, podría crear 10 millones de nuevos empleos en el mundo. Las posibilidades ofrecidas por el manejo sostenible de los bosques (en zonas turísticas, parques urbanos, aprovechamiento de la madera, áreas de montaña, etc.) es uno de los argumentos que han sido discutidos en la "World Forest Week", presentada conjuntamente con el "Committee on Forestry" de la FAO, en la asamblea del 16-20 de marzo de 2009 en Roma.

## Especies seleccionadas para la economía maderera en España y la cuenca del Mediterráneo
Las especies vegetales ideales para este tipo de economía son aquellas destinadas a la arboricoltura maderera, que son bien conocidas y tiene propiedades y necesidades bien establecidas.

## Usos

### Combustión

#### Combustión directa
La combustión directa tiene como finalidad la obtención de calor. A ella se destina la mayor de la producción. Se usa, principalmente, como fuente de alimentación de altos hornos y de centrales térmicas para producir electricidad. En dichas centrales, el calor resultante de la combustión produce vapor de agua hace girar las turbinas que transforman la energía mecánica en eléctrica.

### Construcción
| Material                         | E/f  |
| -------------------------------- | ---- |
| Cemento (Rck300, fck 25 MPa)     | 1250 |
| Acero Fe430 (ft = 430 MPa)       | 480  |
| Madera laminar (BS 11 ÷ BS 18)   | 470  |
| Aluminio (liga 7020, ft 355 MPa) | 200  |